# La larga noche de los bastones blancos (película)
La larga noche de los bastones blancos es una película dramática española dirigida por Javier Elorrieta y estrenada en 1979. 

## Sinopsis
Andrés, un joven ciego, va a Madrid a intentar hacerse un trasplante para recuperar la vista. En una taberna conoce a Pablo, mucho mayor que él e invidente desde su nacimiento, con el que traba amistad; juntos protagonizan un terrorífico episodio cuando se quedan encerrados en un vagón del metro. 

## Localizaciones
La película se rodó en diferentes localizaciones de Madrid, que incluyen la taberna de Ángel Sierra de la plaza de Chueca y la estación de metro de Goya. 